# San Antonio, San Luis de la Paz
San Antonio är en ort i Mexiko.   Den ligger i kommunen San Luis de la Paz och delstaten Guanajuato, i den centrala delen av landet, 260 km nordväst om huvudstaden Mexico City. San Antonio ligger 2 072 meter över havet och antalet invånare är 262.
Terrängen runt San Antonio är lite kuperad. Runt San Antonio är det ganska glesbefolkat, med 24 invånare per kvadratkilometer. Närmaste större samhälle är San Luis de la Paz, 11,9 km sydväst om San Antonio. Omgivningarna runt San Antonio är i huvudsak ett öppet busklandskap.